# Pio Roba
Pio Roba (Arenzano, 29 dicembre 1915 – Genova, 21 maggio 1999) è stato un poeta e pittore italiano.

## Biografia
Pio Roba nacque ad Arenzano nel 1915 e frequentò, nella sua giovinezza, prima il liceo classico e poi l'università, diventando anche allievo di Eso Peluzzi nella Scuola d'arte Cesare Tallone di Savona. In questi anni iniziò anche a fare le prime esperienze in campo artistico. Ottenuta una laurea, Pio diventò insegnante, mestiere a cui si dedicò con grande passione ma che dovette abbandonare presto a causa della Seconda guerra mondiale, per la quale fu chiamato al fronte francese e poi albanese come ufficiale di artiglieria.
Terminata la guerra, Pio Roba rientrò ad Arenzano nel 1959 ma, in cerca di tranquillità, decise di trasferirsi nel tranquillo comune di Pieve Ligure, dove riprese i suoi studi e anche l'insegnamento. Attraverso la figura d'insegnante, Roba si avvicinò alle riflessioni, alle rime e ai colori. Grazie a ciò iniziò così a creare quadri utilizzando la tecnica dell'acquerello, nei quali fece risaltare i suoi studi sulla società e sulla vita.

Tra le sue opere più importanti di quest anni vi fu la serie di dipinti dedicati alla società antica, dominata dal mondo contadino e dalla fatica dei campi. Tra tali quadri spiccarono: il "Contadino che taglia le erbacce per la semina" (1972), "Scena di mercato di martedì, Acqui Terme" e "I due vitellini al mercato di Acqui Terme" (1960), divenuti poi alcuni dei suoi dipinti più famosi.
Affermatosi nel contesto regionale, Roba ebbe presto la possibilità di esporre anche mostre personali a Genova, Savona, Laigueglia, Alassio, Arenzano, Roma e Milano. Divenuto così conosciuto anche in tutta Italia, Roba ottenne la possibilità di esporre mostre anche all'estero e in particolare a Zurigo, Londra, Edimburgo, Montecarlo e Bruxelles.
Trascorsi alcuni anni lavorando a Parigi, Venezia, in Sardegna e in Sicilia, dove ottenne anche vari premi e riconoscimenti come la vittoria del concorso internazionale "Leone d'Oro", nel 1980 pubblicò una raccolta di poesie, intitolata 100 poesie di un pittore, che riscosse un discreto successo. Nel 1988 ottenne il riconoscimento del Gran trofeo "Arte ed Ecologia Oggi", svoltosi a Firenze.
Ritiratosi dalla scena pubblica, morì a Genova il 21 maggio 1999.
Tutt'oggi vengono allestite mostre in tutta Italia riguardanti la sua figura e le sue opere. La più recente si è svolta nel comune di Bogliasco nel mese di gennaio 2007.

## Premi e riconoscimenti
- Primo Premio Città D'Alassio
- Primo Premio al Concorso Internazionale "Leone d'Oro
- Secondo Premio Internazionale per il libro 100 poesie di un pittore
- Segnalato nell'Archivio tedesco per l'Arte Italiana del Novecento: Kunsthoriches Istitut in Florens
- Vincitore del Gran trofeo Arte ed Ecologia Oggi
- Premio Internazionale (AFA) al Teatro Nuovo di Milano